# Campionato nordamericano maschile under 16 di calcio 1983
Il Campionato nordamericano di calcio Under-16 1983 è stata la prima edizione della competizione omonima organizzata dalla CONCACAF. Si è tenuto dal 26 agosto al 3 settembre in Trinidad e Tobago e ha visto gli Stati Uniti conquistare il torneo.

## Fase a gironi

### Gruppo A
| Pos. | Squadra           | Pt | G | V | N | P | GF | GS | DR |
| ---- | ----------------- | -- | - | - | - | - | -- | -- | -- |
| 1.   | Trinidad e Tobago | 3  | 2 | 1 | 1 | 0 | 5  | 1  | +4 |
| 2.   | Stati Uniti       | 3  | 2 | 1 | 1 | 0 | 5  | 2  | +3 |
| 3.   | El Salvador       | 0  | 2 | 0 | 0 | 2 | 1  | 8  | -7 |

| Squadra 1         | Risultato | Squadra 2   |
| ----------------- | --------- | ----------- |
| El Salvador       | 1 - 4     | Stati Uniti |
| Trinidad e Tobago | 4 - 0     | El Salvador |
| Trinidad e Tobago | 1 - 1     | Stati Uniti |

### Gruppo B
| Pos. | Squadra    | Pt | G | V | N | P | GF | GS | DR  |
| ---- | ---------- | -- | - | - | - | - | -- | -- | --- |
| 1.   | Messico    | 4  | 2 | 2 | 0 | 0 | 12 | 0  | +12 |
| 2.   | Honduras   | 2  | 2 | 1 | 0 | 1 | 1  | 4  | -3  |
| 3.   | Porto Rico | 0  | 2 | 0 | 0 | 2 | 0  | 9  | -9  |

| Squadra 1 | Risultato | Squadra 2  |
| --------- | --------- | ---------- |
| Messico   | 4 - 0     | Honduras   |
| Honduras  | 1 - 0     | Porto Rico |
| Messico   | 8 - 0     | Porto Rico |

## Fase a eliminazione diretta

### Tabellone
|  | Semifinali              | Semifinali              | Semifinali        |                   |                   | Finale 1º/2º posto | Finale 1º/2º posto | Finale 1º/2º posto |  |
|  |                         |                         |                   |                   |                   |                    |                    |                    |  |
|  | Stati Uniti             | Stati Uniti             | 2                 |                   |                   |                    |                    |                    |  |
|  | Stati Uniti             | Stati Uniti             | 2                 |                   |                   |                    |                    |                    |  |
|  | Honduras                | Honduras                | 0                 |                   |                   |                    |                    |                    |  |
|  | Honduras                | Honduras                | 0                 |                   | Stati Uniti (dtr) | Stati Uniti (dtr)  | 0 (5)              |                    |  |
|  |                         |                         |                   |                   | Stati Uniti (dtr) | Stati Uniti (dtr)  | 0 (5)              |                    |  |
|  |                         |                         | Trinidad e Tobago | Trinidad e Tobago | 0 (3)             |                    |                    |                    |  |
|  | Messico                 | Messico                 | Trinidad e Tobago | Trinidad e Tobago | 0 (3)             | 0 (4)              |                    |                    |  |
|  | Messico                 | Messico                 |                   |                   |                   | 0 (4)              |                    |                    |  |
|  | Trinidad e Tobago (dtr) | Trinidad e Tobago (dtr) | 0 (5)             |                   |                   | Finale 3º/4º posto | Finale 3º/4º posto | Finale 3º/4º posto |  |
|  | Trinidad e Tobago (dtr) | Trinidad e Tobago (dtr) | 0 (5)             |                   |                   |                    |                    |                    |  |
|  |                         |                         |                   |                   |                   |                    |                    |                    |  |
|  |                         |                         |                   |                   |                   | Messico            | Messico            | 1                  |  |
|  |                         |                         |                   |                   |                   | Messico            | Messico            | 1                  |  |
|  |                         |                         |                   |                   |                   | Honduras           | Honduras           | 0                  |  |